# Anna Jungstrand
Anna Sofia Jungstrand, född 27 december 1976, är en svensk litteraturvetare och författare. 
Anna Jungstrand disputerade vid Stockholms universitet 2013 på avhandlingen Det litterära med reportaget: om litteraritet som journalistisk strategi och etik. Hon har sedan dess undervisat och publicerat sig med inriktning på facklitteratur och dokumentär form. Hon har skrivit om Svetlana Aleksijevitj, Djuna Barnes, Joan Didion och Hanna Krall. Hösten 2023 tillträdde Jungstrand Sveriges första professur i sakprosa, vid Linnéuniversitetet i samarbete med förlaget Natur & Kultur, Författarförbundet och Läromedelsförfattarna.